# Llista de les banderes dels Estats Units d'Amèrica
Aquesta és una llista que conté les diferents banderes que s'utilitzen o s'han utilitzat als Estats Units d'Amèrica.

## Bandera nacional
| Bandera                             | Data          | Ús               | Descripció |
| ----------------------------------- | ------------- | ---------------- | --- |
| Bandera dels Estats Units d'Amèrica | 1960-avui dia | Bandera nacional | Formada per tretze franges horitzontals vermelles i blanques alternes i un quarter de color blau marí que conté 50 estels blancs de cinc puntes. Els estels estan disposats en 5 files de 6 estels i 4 files de 5 estels. |

### Històriques
| Bandera                      | Data      | Ús               | Descripció |
| ---------------------------- | --------- | ---------------- | --- |
| Bandera dels EUA (1959–1960) | 1959–1960 | Bandera nacional | Mateix disseny però amb 49 estels disposats en 7 files de 7 estels. |
| Bandera dels EUA (1912-1959) | 1912-1959 | Bandera nacional | Mateix disseny però amb 48 estels disposats en 6 files de 8 estels. |
| Bandera dels EUA (1908–1912) | 1908–1912 | Bandera nacional | Mateix disseny però amb 46 estels disposats en quatre files de 8 estels i dues files de 7. |
| Bandera dels EUA (1896–1908) | 1896–1908 | Bandera nacional | Mateix disseny però amb 45 estels disposats en tres files de 8 estels i tres files de 7. |
| Bandera dels EUA (1891–1896) | 1891–1896 | Bandera nacional | Mateix disseny però amb 44 estels disposats en dues files de 8 estels i quatre files de 7. |
| Bandera dels EUA (1890-1891) | 1890-1891 | Bandera nacional | Mateix disseny però amb 43 estels disposats en una fila de 8 estels i quatre files de 7. |
| Bandera dels EUA (1877–1890) | 1877–1890 | Bandera nacional | Mateix disseny però amb 38 estels disposats en dues files de 7 estels i tres files de 8. |
| Bandera dels EUA (1867–1877) | 1867–1877 | Bandera nacional | Mateix disseny però amb 37 estels disposats en tres files de 7 estels i dues files de 8. |
| Bandera dels EUA (1865–1867) | 1865–1867 | Bandera nacional | Mateix disseny però amb 36 estels disposats en tres files de 8 estels i dues files de 6. |
| Bandera dels EUA (1863-1865) | 1863-1865 | Bandera nacional | Mateix disseny però amb 35 estels disposats en cinc files de 7 estels. |
| Bandera dels EUA (1861-1863) | 1861-1863 | Bandera nacional | Mateix disseny però amb 34 estels disposats en quatre files de 7 estels i una fila de 6. |
| Bandera dels EUA (1859–1861) | 1859–1861 | Bandera nacional | Mateix disseny però amb 33 estels disposats en quatre files de 7 estels i una fila de 5. |
| Bandera dels EUA (1858–1859) | 1858–1859 | Bandera nacional | Mateix disseny però amb 32 estels disposats en dues files de 7 estels i tres files de 6. |
| Bandera dels EUA (1851–1858) | 1851–1858 | Bandera nacional | Mateix disseny però amb 31 estels disposats en dues files de 7 estels, dues files de 6 i una fila de 5. |
| Bandera dels EUA (1848–1851) | 1848–1851 | Bandera nacional | Mateix disseny però amb 30 estels disposats en 5 files de 6 estels. |
| Bandera dels EUA (1847–1848) | 1847–1848 | Bandera nacional | Mateix disseny però amb 29 estels disposats en dues files de 8 estels, una fila de 7 i una de 6. |
| Bandera dels EUA (1846–1847) | 1846–1847 | Bandera nacional | Mateix disseny però amb 28 estels disposats en quatre files de 7 estels. |
| Bandera dels EUA (1845–1846) | 1845–1846 | Bandera nacional | Mateix disseny però amb 27 estels disposats en tres files de 7 estels i una fila de 6. |
| Bandera dels EUA (1837–1845) | 1837–1845 | Bandera nacional | Mateix disseny però amb 26 estels disposats en dues files de 7 i dues files de 6. |
| Bandera dels EUA (1836–1837) | 1836–1837 | Bandera nacional | Mateix disseny però amb 25 estels disposats en una fila de 6, una fila de 5 i dues files de 7. |
| Bandera dels EUA (1822-1836) | 1822-1836 | Bandera nacional | Mateix disseny però amb 24 estels disposats en quatre files de 6. |
| Bandera dels EUA (1820–1822) | 1820–1822 | Bandera nacional | Mateix disseny però amb 23 estels disposats en tres files de 6 i una fila de 5. |
| Bandera dels EUA (1819–1820) | 1819–1820 | Bandera nacional | Mateix disseny però amb 21 estels disposats en una fila de 5, una de 4 i dues files de 6. |
| Bandera dels EUA (1818-1819) | 1818-1819 | Bandera nacional | Mateix disseny però amb 20 estels disposats en quatre files de 5 estels. |
| Bandera dels EUA (1795–1818) | 1795–1818 | Bandera nacional | Mateix disseny però amb 15 franges i 15 estels disposats en 5 files de 3. |
| Bandera dels EUA (1777–1795) | 1777–1795 | Bandera nacional | Mateix disseny però amb 13 estels disposats en tres files de 3 estels i dues files de 2. |
| Bandera dels EUA (1775–1777) | 1775–1777 | Bandera nacional | Primera bandera "oficial" de les 13 colònies coneguda com "els Colors continentals" o "Grand Union Flag". Formada per 13 franges horitzontals vermelles i blanques alternes amb la bandera del Regne de la Gran Bretanya al quarter. |

### Variacions
| Bandera               | Data      | Ús                                           | Descripció |
| --------------------- | --------- | -------------------------------------------- | --- |
| Bandera de Bennington | 1777      | Bandera associada a la batalla de Bennington | Mateix disseny però les 13 franges alternes comencen amb el color blanc (7 blanques i 6 vermelles) i al quarter blau marí hi ha el nombre 76 (recordant l'any 1776 quan es va signar la Declaració d'Independència) envoltat per 11 estels de 7 puntes i dos estels als angles superiors. |
| Bandera de Hopkinson  | 1777–1795 | Bandera de Hopkinson                         | Mateix disseny que la bandera actual però amb 13 estels que tenen 6 puntes i estan disposats en tres files de 3 i dues files de 2. |
| Bandera de Betsy Ross | 1792      | Bandera de Betsy Ross                        | Mateix disseny que la bandera actual però amb 13 estels que tenen 5 puntes i estan disposats formant un cercle. |

## Personals
| Bandera                                               | Data                      | Ús                              | Descripció |
| ----------------------------------------------------- | ------------------------- | ------------------------------- | --- |
| Estendard presidencial dels EUA                       | 1948–avui dia             | Estendard del president         | Camp blau marí amb l'escut presidencial al centre.                                                                         |
| Bandera de l'oficina executiva del president dels EUA |                           | Oficina executiva del president | Camp blau marí amb el segell de l'oficina executiva al centre.                                                             |
| Bandera del vicepresident dels EUA                    | 1936, 1948, 1975-avui dia | Vicepresident dels EUA          | Camp blanc amb l'escut del vicepresident al centre i quatre estels blau marí de cinc puntes a cadascuna de les cantonades. |

### Governadors
Setze estats tenen banderes personals, pròpiament anomenades estendards, per als seus governadors, així com l'estat associat de Puerto Rico. Aquestes banderes són anàlogues a l'estendard del president i vicepresident dels Estats Units. La majoria dels seus dissenys es basen en la bandera o en el segell/escut del mateix estat.
| Bandera                                     | Data          | Ús                            | Descripció |
| ------------------------------------------- | ------------- | ----------------------------- | --- |
| Estendard del governador d'Alabama          | 1939-avui dia | Governador d'Alabama          | Bandera de l'estat amb l'afecit de l'escut estatal a l'angle superior del sautor i l'escut militar estatal a l'angle inferior.                                               |
| Estendard del governador de Califòrnia      |               | Governador de Califòrnia      | Camp blau marí amb el segell de l'estat i un estel blanc de cinc puntes a cadascun dels extrems de la bandera.                                                               |
| Estendard del governador de Hawaii          | 1959-avui dia | Governador de Hawaii          | dividida horitzontalment en dues meitats, blau marí la superior i vermella la inferior. Al centre, en blanc, la paraula "HAWAII" envoltada per vuit estels. Proporcions 1:2. |
| Estendard del governador de Kansas          | 1961-avui dia | Governador de Kansas          | Bandera de l'estat amb quatre estels blancs a cada extrem. |
| Estendard del governador de Massachusetts   | 1935          | Governador de Massachusetts   | Mateixa bandera que la de l'estat, excepte que el camp és de forma triangular.                                                                                               |
| Estendard del governador de Michigan        |               | Governador de Michigan        | Camp blanc amb l'escut d'armes de l'estat. |
| Estendard del governador de Nevada          | 1991-avui dia | Governador de Nevada          | Camp blau amb el segell de l'estat al centre i envoltat per quatre estels blancs a cada extrem.                                                                              |
| Estendard del governador de Nova York       | 1966-avui dia | Governador de Nova York       | Bandera de l'estat amb quatre estels blancs a cada extrem. |
| Estendard del governador de Dakota del Nord |               | Governador de Dakota del Nord | camp verd amb l'escut de l'estat al mig amb quatre estels blancs a cada extrem.                                                                                              |
| Estendard del governador d'Ohio             |               | Governador d'Ohio             | Camp vermell escarlata amb el segell de l'estat envoltat per tretze estels blancs i quatre més a cada extrem.                                                                |
| Estendard del governador d'Oklahoma         | 1957-avui dia | Governador d'Oklahoma         | Camp verd fosc amb el gran segell de l'estat envoltat per cinc estels blancs.                                                                                                |
| Estendard del governador de Pennsylvania    |               | Governador de Pennsylvania    | Camp blanc amb l'escut d'armes de l'estat al centre i sobre seu una cinta amb les paraules "THE GOVERNOR" i una altra sota amb "THE C0MMONWEALTH OF PENNSYLVANIA".           |
| Estendard del governador de Rhode Island    |               | Governador de Rhode Island    | Camp blanc amb l'anterior escut d'armes de l'estat amb quatre estels blaus a cada extrem.                                                                                    |
| Estendard del governador de Tennessee       | 1939-avui dia | Governador de Tennessee       | Camp vermell amb l'escut militar al centre i quatre estels blancs a cada extrem.                                                                                             |
| Estendard del governador de Texas           |               | Governador de Texas           | Camp blau marí amb el segell de l'estat i quatre estels blancs a cada extrem.                                                                                                |
| Estendard del governador de Puerto Rico     |               | Governador de Puerto Rico     | Camp blanc amb l'escut oficial de Puerto Rico. |

## Administració de l'estat

### Departament d'Estat
| Bandera                                               | Data | Ús                             | Descripció |
| ----------------------------------------------------- | ---- | ------------------------------ | --- |
| Bandera del departament d'Estat dels EUA              |      | Departament d'estat            | Camp blau marí amb l'escut del departament al centre i envoltat per les frases "UNITED STATES OF AMERICA" i "DEPARTMENT OF STATE".                     |
| Bandera del Secretari d'Estat dels EUA                |      | Secretari d'estat              | Camp blau marí amb l'escut del departament d'estat dins un cercle blanc al centre i quatre estels blancs de cinc puntes a cadascuna de les cantonades. |
| Bandera dels Ambaixadors dels EUA                     |      | Ambaixador                     | Camp blau marí amb l'escut del departament d'estat dins un cercle blanc al centre i envoltat de tretze estels blancs de cinc puntes. Proporcions 1:2.  |
| Bandera dels oficials consulars dels EUA              |      | Oficial consular               | Camp blau marí amb una "C" majúscula blanca al centre i envoltada de tretze estels blancs de cinc puntes.                                              |
| Bandera dels oficials del Servei d'Exteriors dels EUA |      | Oficial del Servei d'exteriors | Camp blau marí amb tretze estels blancs de cinc puntes formant un cercle al centre de la bandera.                                                      |

### Departament del Tresor
| Bandera                                       | Data | Ús                                  | Descripció |
| --------------------------------------------- | ---- | ----------------------------------- | --- |
| Bandera del Departament del Tresor dels EUA   |      | Departament del Tresor              | Camp verd fosc amb una àliga al centre, sostenint al bec una cinta amb el lema "THE DEPARTMENT OF THE TREASURY" i a les urpes una altra cinta amb la data "1789". Sobre el pit porta l'escut del departament. Proporcions 1:2 |
| Bandera del Departament del Tresor dels EUA   |      | Secretari del Tresor                | Camp blau marí amb l'escut del departament sobre dues àncores creuades, tot en blanc i envoltat de tretze estels de cinc puntes també blancs.                                                                                 |
| Bandera del Vicesecretari del Tresor dels EUA |      | Vicesecretari del Tresor            | Mateix disseny que l'anterior però de camp blanc i escut i estels en vermell. |
| Bandera del Vicesecretari del Tresor dels EUA |      | Secretari adjunt del Tresor         | Mateix disseny que l'anterior però de camp blanc i escut i estels en blau marí. |
| Bandera del Vicesecretari del Tresor dels EUA |      | Oficina Comptroller of the Currency | Camp blau marí. |

### Departament de Defensa
| Bandera                                       | Data | Ús                       | Descripció |
| --------------------------------------------- | ---- | ------------------------ | --- |
| Bandera del Secretari de Defensa dels EUA     | 1947 | Secretari de Defensa     | Camp blau cel amb l'escut del departament de Defensa al mig i quatre estels blancs de cinc puntes a cadascuna de les cantonades de la bandera. |
| Bandera del Vicesecretari de Defensa dels EUA |      | Vicesecretari de Defensa | Mateix disseny que la bandera del Secretari de Defensa però amb el camp blanc i els estels blau cel.                                           |

### Departament de Justícia
| Bandera                                                                  | Data | Ús                                                 | Descripció |
| ------------------------------------------------------------------------ | ---- | -------------------------------------------------- | --- |
| Bandera del Departament de Justícia dels EUA                             |      | Departament de Justícia                            | Camp blau cel amb l'escut del departament, sobre seu el nom "DEPARTMENT OF JUSTICE" i a sota una cinta amb el lema del departament "QUI PRO DOMINA JUSTITIA SEQUITUR". |
| Bandera de la Drug Enforcement Administration dels EUA                   |      | Drug Enforcement Administration                    | Camp blanc amb el segell de l'Administració. |
| Bandera de l'Oficina Federal d'Investigació dels EUA                     |      | Oficina Federal d'Investigació                     | Camp blau amb el segell de l'Oficina al centre. |
| Bandera del Servei de Marshals dels EUA                                  |      | Servei de Marshals                                 | Camp blau marí amb el segells del Servei al centre. |
| Bandera de l'Agència Federal de Presons dels EUA                         |      | Agència Federal de Presons                         | Camp blanc amb el segell de l'Agència al centre. |
| Bandera de l'Agència d'Alcohol, Tabac, Armes de Foc i Explosius dels EUA |      | Agència d'Alcohol, Tabac, Armes de Foc i Explosius | Camp blau marí amb el segell de l'Agència al centre. |

### Congrés
| Bandera                                            | Data | Ús                                    | Descripció                              |
| -------------------------------------------------- | ---- | ------------------------------------- | --------------------------------------- |
| Bandera del Senat dels EUA                         |      | Senat                                 | Camp blau marí amb l'emblema al centre. |
| Bandera de la Cambra de Representants dels EUA     |      | Cambra de Representants               | Camp blau marí amb l'emblema al centre. |
| Bandera de la Policia del Capitoli                 |      | Policia del Capitoli                  | Camp blau amb l'emblema al centre.      |
| Bandera de la Llibreria del Congrés                |      | Biblioteca del Congrés                | Camp blau amb l'emblema al centre.      |
| Bandera de l'Oficina de Responsabilitat del Govern |      | Oficina de Responsabilitat del Govern | Camp blau marí amb l'emblema al centre. |

### Altres departaments i agències
| Bandera                                                                     | Data | Ús                                                                                  | Descripció |
| --------------------------------------------------------------------------- | ---- | ----------------------------------------------------------------------------------- | --- |
| Bandera de l'Agència dels Estats Units per al Desenvolupament Internacional |      | Agència per al Desenvolupament Internacional                                        | Camp blanc amb l'emblema i el nom de l'agència al centre.                                                          |
| Bandera de l'Agència Central d'Intel·ligència                               |      | Agència Central d'Intel·ligència                                                    | Camp blau marí amb l'emblema al centre.                                                                            |
| Bandera de l'Agència de Protecció Ambiental dels Estats Units               |      | Agència de Protecció Ambiental                                                      | Camp blanc amb l'emblema i el nom de l'agència al centre.                                                          |
| Bandera del Sistema de la Reserva Federal                                   |      | Sistema de la Reserva Federal                                                       | Camp blau marí amb una bordura groga i l'emblema al centre.                                                        |
| Bandera de la Comissió Federal de Comerç                                    |      | Comissió Federal de Comerç                                                          | Camp blau amb l'emblema al centre.                                                                                 |
| Bandera de la NASA                                                          |      | Administració Nacional d'Aeronàutica i l'Espai                                      | Camp blau marí amb l'emblema al centre.                                                                            |
| Bandera de la Fundació Nacional de la Ciència                               |      | Fundació Nacional de la Ciència                                                     | Camp blau amb l'emblema al centre.                                                                                 |
| Bandera del cos de pau estatunidenc                                         |      | Cos de pau                                                                          | Camp blanc amb l'emblema al centre.                                                                                |
| Bandera de la Comissió de Borsa i Valors                                    |      | Comissió de Borsa i Valors                                                          | Camp blanc amb l'emblema al centre.                                                                                |
| Bandera de l'Smithsonian Institution                                        |      | Smithsonian Institution                                                             | Camp dividit en quatre quarters alternats de groc i blau. Al centre un sol dins un cercle també dividit en quarts. |
| Bandera de l'Agència                                                        |      | Administració de la Seguretat Social                                                | Camp blau marí amb l'emblema en blanc al centre.                                                                   |
| Bandera de la Comunitat d'Intel·ligència dels Estats Units                  |      | Comunitat d'Intel·ligència                                                          | Camp blau marí amb l'emblema al centre.                                                                            |
| Bandera de la Lliga Nacional de Famílies POW/MIA                            |      | Lliga Nacional de Famílies de presoners i desapareguts americans al sud-est asiàtic | Camp negre amb l'emblema en blanc al centre.                                                                       |
| Bandera de l'Autoritat de la Vall del Tennessee                             |      | Autoritat de la Vall del Tennessee                                                  | |

## Divisió Administrativa
Els Estats Units d'Amèrica són una república federal formada per cinquanta estats sobirans i autònoms, un districte federal, estats associats i d'altres territoris, districtes i possessions.

### Estats
| Bandera                           | Data             | Ús                    | Descripció |
| --------------------------------- | ---------------- | --------------------- | --- |
| Bandera d'Alabama                 | 1895             | Alabama               | Camp blanc amb una creu de sant Andreu carmesí. |
| Bandera d'Alaska                  | 1927             | Alaska                | Camp blau marí amb en daurat els estels que formen la constel·lació de l'Ossa Major i, a l'extrem dret superior, l'estel polar. |
| Bandera d'Arizona                 | 1917             | Arizona               | Dividida horitzontalment en dues meitats, sent blau marí la inferior i la superior amb 13 raigs vermells i daurats, representant les 13 colònies originals i els colors de la bandera d'Espanya en homenatge als descobridors espanyols, que surten d'un estel de color coure de cinc puntes situat al centre de la bandera. |
| Bandera d'Arkansas                | 1913             | Arkansas              | Camp vermell carregat amb un gran diamant blanc amb la paraula "ARKANSAS" i tres estels blaus de cinc puntes, i una vora blava amb vint-i-cinc estels petits blancs. |
| Bandera de Califòrnia             | 1911             | Califòrnia            | Camp blanc amb un os grizzly sobre de les paraules "CALIFORNIA REPUBLIC" i una faixa vermella tocant la vora inferior; a la cantonada superior tocant el pal hi ha un sol estel vermell de cinc puntes. |
| Bandera de Carolina del Nord      | 1885             | Carolina del Nord     | Una unió blava, que conté al centre una estrella blanca envoltada per les lletres daurades "N" a l'esquerra i "C" a la dreta. Damunt d'elles, una cinta també daurada amb la inscripció "MAY 20th 1775" i a sota una altra amb "APRIL 12th 1776". El vol de la bandera dividit horitzontalment en dues meitats, vermella la superior i blanca la inferior. Proporcions 2:3.                                                                                    |
| Bandera de Carolina del Sud       | 1861             | Carolina del Sud      | Una palmera blanca sobre un camp blau indi i al quarter un creixent lunar també blanc. |
| Bandera de Colorado               | 1911, 1964       | Colorado              | Tres franges horitzontals de blau, blanc i blau. Damunt d'aquestes i lleugerament desplaçada cap al pal, una "C" vermella circular plena a l'interior d'una rodella daurada. |
| Bandera de Connecticut            | 1897             | Connecticut           | Un escut barroc blanc amb tres vinyes, cadascuna amb tres raïms morats, sobre un camp blau fosc. Sota l'escut el lema "Qui Transtulit Sustinet" (El que encara sosté trasplantats). Proporcions 3:4. |
| Bandera de Dakota del Nord        | 1911             | Dakota del Nord       | Camp blau marí amb una àliga al natural d'ales desplegades i bec obert portant un feix de fletxes i una branca d'olivera. Sobre el pit un escut i darrera d'ella una cinta amb el lema "E Pluribus Unum" (De molts un) i un sol naixent. Sota l'àliga una altra cinta amb el nom de l'estat "NORTH DAKOTA". És el mateix disseny de bandera portada per la 1a Infanteria de Dakota del Nord durant la Guerra Hispano-Americana i la Guerra Filipino-Americana. |
| Bandera de Dakota del Sud         | 1992             | Dakota del Sud        | Camp blau cel amb el segell de l'estat envoltat per raigs de sol daurats i les paraules "SOUTH DAKOTA" a la part superior i "THE MOUNT RUSHMORE STATE" a la inferior. |
| Bandera de Delaware               | 1913             | Delaware              | Camp blau colonial amb l'escut d'armes de l'estat dins d'un gran diamant marró sobre la data "DECEMBER 7, 1787" en blanc. |
| Bandera de Florida                | 1900, 1985       | Florida               | Un sautor vermell amb l'escut de l'estat al centre sobre un camp blanc. |
| Bandera de Geòrgia                | 2004             | Geòrgia               | Tres franges horitzontals vermella, blanca i vermella amb el quarter blau marí que conté el segell de l'estat en groc encerclat per tretze estels blancs. |
| Bandera de Hawaii                 | 1845             | Hawaii                | Camp format per vuit franges horitzontals alternes de colors blanc, blau i vermell i al quarter superior esquerra la Union Jack. Proporcions 1:2 |
| Bandera d'Idaho                   | 1957             | Idaho                 | Camp blau marí amb el segell de l'estat al centre i sobre una cinta vermella amb les paraules "STATE OF IDAHO" en daurat. |
| Bandera d'Illinois                | 1915, 1969, 1970 | Illinois              | Camp blanc amb el segell de l'estat damunt la paraula "ILLINOIS" en blau. Proporcions 3:5. |
| Bandera d'Indiana                 | 1917             | Indiana               | Camp blau marí amb una torxa daurada al centre i envoltada per un cercle exterior de tretze estels, un semicercle interior de cinc estels i un 19a estel més gran a la part superior de la torxa, coronada per la paraula "Indiana" i que representa l'admissió d'Indiana com el 19è estat de la Unió. |
| Bandera d'Iowa                    | 1921             | Iowa                  | Tres franges verticals de colors blau, blanc i vermell, sent la central blanca més ampla que la resta. Al centre una àliga calba amb una cinta al bec amb la frase "OUR LIBERTIES WE PRIZE AMB OUR RIGHTS WE WILL MANTAIN" (Les nostres llibertats vam guanyar i els nostres drets mantindrem), sota de to la paraula IOWA en vermell. Proporció 2:3. |
| Bandera de Kansas                 | 1927, 1961       | Kansas                | Camp blau marí amb el segell de l'estat al centre, damunt seu, un gira-sol i a sota el nom de l'estat en groc. |
| Bandera de Kentucky               | 1918             | Kentucky              | Camp blau marí amb el segell de l'estat envoltat per les paraules "COMMONWEALTH OF KENTUCKY" a la part superior i per dues branques de vares d'or, la flor de l'estat, a la part inferior. Proporcions 10:19. |
| Bandera de Louisiana              | 1912, 2006       | Louisiana             | Camp blau marí amb les armes de Louisiana, un pelicà alimentant les seves cries, en blanc al centre, amb una cinta també blanca sota seu que conté en blau el lema de l'estat, "UNION JUSTUCE CONFIDENCE". |
| Bandera de Maine                  | 1909             | Maine                 | Camp blau marí amb l'escut del l'estat al centre. Està format per un ant que descansa sota un alt pi verd; als dos costats, un agricultor i un mariner; a sobre l'estel del Nord amb el lema de l'estat: DIRIGO ("Jo dirigeixo") I a sota, una cinta amb el nom de MAINE. |
| Bandera de Maryland               | 1904             | Maryland              | Bandera heràldica dividida a quarts que combinant els escuts de les famílies Calvert i Crossland. Hera la bandera utilitzada per George Calvert primer baró de Baltimore. |
| Bandera de Massachusetts          | 1971             | Massachusetts         | Camp blanc amb l'escut de l'estat al mig. Està forma per la figura daurada d'un algonquí amb un arc i una fletxa; i un estel blanc de cinc puntes. Envoltant-lo hi ha una cinta amb la inscripció "ENSE PETIT PLACIDAM, SUB LIBERTATE QUIETEM ("Per l'espasa que busquem la pau, però la pau només en virtut de la llibertat "). Com a corona un braç amb una espasa.                                                                                          |
| Bandera de Michigan               | 1911             | Michigan              | Camp blau amb l'escut d el'estat al mig. Format per un escussó amb la paraula "TUEBOR" i la figura d'un home a la vora d'un llac amb la sortida del sol darrera seu; sostenint-lo un ant i un ren i coronant-lo una àliga calba americana. Dues cintes amb les inscripcions "E PLURIBUS UNUM" i "SI QUAERIS PENINSULAM AMOENAM CIRCUNSPICE". |
| Bandera de Minnesota              | 1957, 1983       | Minnesota             | Camp blau cel amb el segell de l'estat al mig. |
| Bandera de Mississipi             | 2021             | Mississipi            | Formada per una flor de magnòlia blanca envoltada pel lema "IN GOD WE TRUST" i 21 estels (vint blancs i un d'or), tot centrat dins un pal canadenc blau marí fimbriat d'or sobre un camp vermell. |
| Bandera de Missouri               | 1913             | Missouri              | Tres franges horitzontals de colors vermell, blanc i blau. Al centre el segell de l'estat, envoltat per un cercle blau que conté 24 estels, simbolitzant l'admissió de Missouri com el 24è estat de la Unió. Proporcions 7:12. |
| Bandera de Montana                | 1905, 1981       | Montana               | Camp blau marí amb el segell de l'estat centrat i sota el nom "MONTANA" en daurat. Proporcions 2:3. |
| Bandera de Nebraska               | 1925             | Nebraska              | Camp blau marí amb el segell de l'estat en daurat. |
| Bandera de Nevada                 | 1991             | Navada                | Camp blau marí i al quarter dues branques d'artemisia que envolten un estel blanc amb el nom "NEVADA" en daurat i una cinta amb "BATTLE BORN". Proporcions 2:3. |
| Bandera de Nou Hampshire          | 1909             | Nou Hampshire         | Camp blau marí amb el segell de l'estat al centre i envoltat per una corona de llorer i nou estels daurats. Proporcions 2:3. |
| Bandera de Nou Mèxic              | 1925             | Nou Mèxic             | Camp groc amb un sol vermell Zia de la nació Pueblo. |
| Bandera de Nova Jersey            | 1896             | Nova Jersey           | Camp groc clar amb el segell de l'estat al centre. |
| Bandera de Nova York              | 1977             | Nova York             | Camp blau marí amb el segell de l'estat al centre. Proporcions 1:2. |
| Bandera d'Ohio                    | 1902             | Ohio                  | Bandera en forma de gallardet acabat en dues puntes, formada per tres franges horitzontals vermelles i dues blanques més amples, Al costat del pal un triangle blau marí conté un cercle blanc amb fons vermell envoltat de disset estels de cinc puntes i quatre agrupades en la punta del triangle. Proporcions 8:13. |
| Bandera d'Oklahoma                | 1925             | Oklahoma              | Camp blau cel amb el símbol de l'estat d'Oklahoma, un escut tradicional de la nació osage de pell de búfal amb set plomes d'àliga. Proporcions 2:3. |
| Bandera d'Oregon                  | 1925             | Oregon                | És l'única bandera que té les dues cares diferents. A l'anvers el segell de l'estat centrat i entre la frase "STATE OF OREGON" a la part superior i "1859" a la inferior, tot en daurat. I al revers la silueta d'un castor també en daurat. Tot sobre un camp blau marí. Proporcions 2:3. |
| Bandera de Pennsilvània           | 1907             | Pennsilvània          | Vamb blau marí amb l'escut d'armes de l'estat al centre. Proporcions 27:37 (a la pràctica s'utilitzen 2:3 i 3:5) |
| Bandera de Rhode Island           | 1897             | Rhode Island          | Camp blanc amb una àncora al centre envoltada per tretze estels, tot en daurat. Una cinta sota l'àncora porta el lema de l'estat "HOPE". Sovint, s'inclou una franja daurada al voltant de les vores de la bandera. |
| Bandera de Tennessee              | 1905             | Tennessee             | Camp vermell amb un cercle blau amb tres estels blancs de cinc puntes i dues estretes franges verticals al vol de la bandera. Proporcions 3:5. |
| Bandera de Texas                  | 1839, 1933       | Texas                 | Una franja vertical d'un terç d'amplada de color blau que conté un estel blanc de cinc puntes, la resta del camp es divideix horitzontalment en dues meitats, blanca la superior i vermella la inferior. Proporcions 2:3. |
| Bandera de Utah                   | 1913, 2011       | Utah                  | Camp blau marí amb el segell de l'estat al centre dins un cercle groc. Proporcions 5:8. |
| Bandera de Vermont                | 1923             | Vermont               | Camp blau marí amb l'escut d'armes de l'estat al centre. Proporcions 3:5. |
| Bandera de Virgínia               | 1912, 1950       | Virgínia              | Camp blau marí amb el segell de l'estat al centre. Proporcions 2:3. |
| Bandera de Virgínia Occidental    | 1929             | Virgínia Occidental   | Camp blanc amb una bordura blava i l'escut d'armes de l'estat al centre. Proporcions 10:19. |
| Bandera de Washington             | 1923             | Washington            | Camp verd amb el segell de l'estat al centre. Proporcions 1:1.6 (5:8). |
| Bandera de Wisconsin              | 1863, 1981       | Wisconsin             | Camp blau marí amb el segell de l'estat al centre, damunt hi ha el nom de l'estat "WISCONSIN" i a sota la data "1848" en blanc. |
| Bandera de Wyoming                | 1917             | Wyoming               | Camp blau marí amb dues bordures blanca i vermella, al centre una silueta en blanc d'un bisó americà que conté el segell de l'estat. Proporcions 7:10. |
| Bandera del Districte de Colúmbia |                  | Districte de Colúmbia | Camp blanc amb dues franges horitzontals vermelles situades al centre i per damunt d'elles tres estels de cinc puntes també vermells. |

### Territoris no incorporats
| Bandera                                     | Data             | Ús                           | Descripció |
| ------------------------------------------- | ---------------- | ---------------------------- | --- |
| Bandera de Guam                             | 1948             | Guam                         | Camp blau marí amb una estreta bordura vermella i el segell de Guam al centre. |
| Bandera de les Illes Verges Nord-americanes | 1921             | Illes Verges Nord-americanes | Camp blanc amb l'escut simplificat dels Estats Units d'Amèrica al centre entre les inicials "V" i "I" en blau del nom del territori (Virgin Islands). Proporcions 2:3. |
| Bandera de les Mariannes Septentrionals     | 1985             | Mariannes Septentrionals     | Camp blau marí amb un estel blanc de cinc puntes sobre una pedra Latte i una garlanda floral. Proporcions 1:2. |
| Bandera de Puerto Rico                      | 1895, 1952, 1995 | Puerto Rico                  | Camp de cinc franges horitzontals alternades, tres vermelles i dues blanques, i al costat del pal un triangle equilàter blau, que abraça tota l'amplada de la bandera, amb un estel blanc de cinc puntes. Proporcions 2:3.                                                           |
| Bandera de la Samoa Nord-americana          | 1960             | Samoa Nord-americana         | Camp blau marí amb un triangle blanc amb vores vermelles al vol apuntant cap al pal, carregat amb una àliga marina de cap blanc que porta a les urpes dos estris tradicionals dels caps samoans. El triangle blanc divideix el camp blau en dos triangles separats. Proporcions 1:2. |

#### Històriques
| Bandera                           | Data                 | Ús                    | Descripció |
| --------------------------------- | -------------------- | --------------------- | --- |
| Bandera d'Arkansas                | 1913–1923            | Arkansas              | Mateix disseny que l'actual però només amb tres estels, un damunt i dos sota. |
| Bandera d'Arkansas                | 1923–1924            | Arkansas              | Mateix disseny que l'actual però només amb quatre estels, dos damunt i dos sota. |
| Bandera d'Arkansas                | 1924–2011            | Arkansas              | Mateix disseny que l'actual però el color blau és més clar. |
| Bandera de Califòrnia             | 1909-1911            | Califòrnia            | Mateix disseny que l'actual però més realista. |
| Bandera de Califòrnia             | 1911–1924            | Califòrnia            | Mateix disseny que l'actual però més realista. |
| Bandera de Califòrnia             | 1912-1924            | Califòrnia            | Mateix disseny que l'actual però més realista. |
| Bandera de Califòrnia             | 1924–1953            | Califòrnia            | Mateix disseny que l'actual però més realista. |
| Bandera de Carolina del Nord      | 1861–1865            | Carolina del Nord     | Disseny semblant a l'actual, però la franja vertical és vermella amb un estel blanc envoltat de les inscripcions "MAY 20th 1775" i "MAY 20th 1861", mentre que les dues franges horitzontals són blava i blanca. |
| Bandera de Carolina del Nord      | 1885–1991            | Carolina del Nord     | Mateix disseny que l'actual però el pal blau marí és més estret. |
| Bandera de Carolina del Sud       | 1775-1861            | Carolina del Sud      | Anomenada bandera de Moultrie. Camp blau amb un creixent lunar blanc que conté la paraula "LIBERTY" al cantó superior esquerra. |
| Bandera de Carolina del Sud       | Gener 1861           | Carolina del Sud      | Disseny molt semblant a l'actual però la palmera està dins un oval blanc en color daurat. Al cap de dos dies es va canviar per l'actual. |
| Bandera de Colorado               | 1876–1907            | Colorado              | Camp blau marí amb el segell de l'escut d'armes dins un cercle vermell amb "STATE OF COLORADO" i "1876" al centre. |
| Bandera de Colorado               | 1907–1911            | Colorado              | Camp blau marí amb l'escut d'armes de l'estat al centre. |
| Bandera de Colorado               | 1911–1964            | Colorado              | Mateix disseny que l'actual però amb la "C" més petita. |
| Bandera de Dakota del Sud         | 1909–1963            | Dakota del Sud        | Disseny semblant a l'actual, però enlloc del segell de l'estat carrega un sol groc. |
| Bandera de Dakota del Sud         | 1963–1992            | Dakota del Sud        | Mateix disseny que l'actual, però el lema és "THE SUNSHINE STATE". |
| Bandera de Florida                | 1868–1900            | Florida               | Camp blanc amb el segell de l'estat al centre. |
| Bandera de Florida                |                      | Florida               | Mateix disseny que l'actual però amb la imatge del segell més simplificada. |
| Bandera de Geòrgia                | 1861-1865 (de facto) | Geòrgia               | Camp vermell amb l'escut d'armes de l'estat, un silueta de tres columnes amb els noms "JUSTICE", "WISDOM", "MODERATION" que aguanten un arc amb la paraula "CONSTITUTION". |
| Bandera de Geòrgia                | 1879–1902            | Geòrgia               | Un pal blau marí d'un terç del llarg de la bandera al costat del pal, la resta del vol dividit en tres franges d'igual amplada vermella, blanca i vermella. |
| Bandera de Geòrgia                | 1902–1906            | Geòrgia               | Mateix disseny que l'anterior però amb l'escut al pal blau marí. |
| Bandera de Geòrgia                | 1906–1920            | Geòrgia               | Mateix disseny que l'anterior però amb l'escut d'armes modificat. |
| Bandera de Geòrgia                | 1920–1956            | Geòrgia               | Mateix disseny que l'anterior però carregant el segell de l'estat. |
| Bandera de Geòrgia                | 1956–2001            | Geòrgia               | Mateix disseny que l'anterior amb el pal blau marí amb el segell però al vol s'afegeix la bandera de guerra dels Estats Confederats d'Amèrica. |
| Bandera de Geòrgia                | 2001–2003            | Geòrgia               | Camp blau amb el segell de l'estat en groc envoltat de tretze estels blancs de cinc puntes i a sota una cinta daurada amb la frase "GEORGIA'S HISTORY" i cinc banderes, la dels Estats Units d'Amèrica, la de Geòrgia del 1861, del 1920 i la del 1956; i un altre cop la dels Estats Units d'Amèrica. Sota la cinta el lema "IN GOD WE TRUST". |
| Bandera d'Illinois                | 1915–1969            | Califòrnia            | Camp blanc amb l'escut d'armes de l'estat. L'escut és més simplificat que l'actual. |
| Bandera d'Indiana                 | 1903–1917            | Indiana               | Camp blau marí amb una cinta vermella amb el nom de l'estat a la part superior, sota seu el segell de l'estat. |
| Bandera de Kansas                 | 1927–1961            | Kansas                | Mateix disseny que l'actual però sense el nom de l'estat sota el segell. |
| Bandera de Kentucky               | 1918-1963            | Kentucky              | Mateix disseny però amb variacions en el segell i el nom "KENTUCKY" i l'any "1792" damunt i sota d'aquest. |
| Bandera de Louisiana              | Gener 1861           | Louisiana             | Proposta. Tricolor vertical de granges blau marí, blanc i vermell. Al cantó superior de la franja blava un cercle de set estels blancs de cinc puntes. |
| Bandera de Louisiana              | Febrer 1861          | Louisiana             | Composta per tretze franges horitzontals dels colors que es descriuen a continuació, i que s'hauran de disposar en l'ordre següent, començant de la línia superior o vora de la bandera, és a dir: la primera franja blava; segon, blanc; tercer, vermell; quart, blanc; cinquè, blau; sisè, blanc; setè, vermell; vuitè, blanc; novè, blau; desè, blanc; onzè, vermell; dotzè, blanc; i la tretzena, o franja inferior, blava. I al cantó superior esquerre un quadrat vermell de l'amplada de set franges amb un estel groc de cinc puntes dins. |
| Bandera de Louisiana              |                      | Louisiana             | Mateix disseny que l'actual però sense les gotes de sang damunt el pit del pelicà, el dibuix del segell és menys realista i el blau del camp és diferent. |
| Bandera de Louisiana              | 2006–2010            | Louisiana             | Mateix disseny que l'actual però el dibuix del segell és menys realista i el blau del camp és diferent. |
| Bandera de Maryland               | pre-1904             | Maryland              | Camp blau marí amb el segell de l'estat al centre. |
| Bandera de Massachusetts          | 1776-1908            | Massachusetts         | Anomenada The Tree Flag o The Appeal to Heaven Flag. Camp blanc amb un pi en verd al centre i sobre seu el lema "AN APPEAL TO HEAVEN". Utilitzada també com a bandera naval oficial de Massachusetts fins al 1971. |
| Bandera de Massachusetts          | 1908–1971            | Massachusetts         | Revers de la bandera utilitzat durant el període de 1908 a 1971. Camp blanc amb la silueta del pi en verd dins un escut blau marí al centre. |
| Bandera de Maine                  | 1901-1909            | Maine                 | Camp beix carregat amb l'emblema de l'estat, un pi pròpiament dit, al centre i l'estel polar de cinc puntes en blau al cantó superior". |
| Bandera de Minnesota              | 1893–1957 Anvers     | Minnesota             | Camp blanc amb el segell de l'estat. |
| Bandera de Minnesota              | 1893–1957 Revers     | Minnesota             | Camp blau amb el segell de l'estat. |
| Bandera de Minnesota              | 1957–1983            | Minnesota             | Camp blau marí amb el segell de l'estat al centre. |
| Bandera de Mississippi            | 1861-1865            | Mississippi           | Camp blanc amb una magnòlia florida al centre, un camp blau al cantó superior esquerre amb un estel blanc de cinc puntes al centre; i tota ella envoltada per una bordura vermella ampla. |
| Bandera de Mississippi            | 1894-1996            | Mississippi           | Tres franges horitzontals de colors vermell, blanc i blau. Al cantó superior esquerra un quadrat de l'amplada de dues franges amb la bandera de guerra dels Estats Confederats d'Amèrica. |
| Bandera de Mississippi            | 1996–2001            | Mississippi           | Mateix disseny que l'anterior però la bandera de guerra està fimbriada de blanc per separar-la de les franges horitzontals. |
| Bandera de Mississippi            | 2001–2020            | Mississippi           | Mateix disseny que l'anterior però amb un color blau més fosc. |
| Bandera de Montana                | 1905–1981            | Montana               | Mateix disseny que l'actual però la bandera és quadrada (1:1) i no porta el nom de l'estat. |
| Bandera de Nebraska               | 1917–1925            | Nebraska              | No oficial. Camp groc amb el segell de l'estat al centre. |
| Bandera de Nou Hampshire          | 1909-1931            | Nou Hampshire         | Mateix disseny que l'actual però amb diferències en el segell. |
| Bandera de Nou Mèxic              | 1912-1925            | Nou Mèxic             | No oficial. Camp blau zenc amb la bandera dels Estats Units d'Amèrica al quarter i el nom de l'estat al mig del vol. A l'extrem superior del vol el nombre "47" i a l'extrem inferior el segell de l'estat envoltat pel lema "THE SUNSHINE STATE". |
| Bandera de Nova Jersey            | 1896–1965            | Nova Jersey           | Disseny de l'escut d'armes més realista que l'actual. |
| Bandera de Nova York              | 1778-1901            | Nova York             | Camp groc amb l'escut de l'estat al centre. |
| Bandera de Nova York              | 1909–2020            | Nova York             | Camp blau marí com l'actual però amb variacions a l'escut de l'estat. |
| Bandera de Nevada                 | 1905–1915            | Nevada                | Camp blau marí amb el nom de l'estat al centre i envoltat per nou estels grocs i vuit blancs a dalt i baix i per les paraules "SILVER" i "GOLD". |
| Bandera de Nevada                 | 1915-1929            | Nevada                | Camp blau amb el segell de l'estat al centre, damunt seu el nom de l'estat i divuit estels grocs; sota seu el lema "ALL FOR OUR COUNTRY" i divuit estels blancs. |
| Bandera de Nevada                 | 1929–1991            | Nevada                | Mateix disseny que l'actual però amb diferències en l'escut. |
| Bandera de Nevada                 | 1953                 | Nevada                | Proposta aprovada però no oficialitzada. Tres franges verticals de blau, blanc i gris; al centre la silueta del mapa de l'estat en vermell amb el lema "BATTLE BORN" i a sota el nom de l'estat també en vermell. |
| Bandera d'Oklahoma                | 1911–1925            | Oklahoma              | Camp vermell amb un estel de cinc puntes blanc fimbriat de blau mostrant el nombre 46 en blau. |
| Bandera d'Oklahoma                | 1925–1941            | Oklahoma              | Mateix disseny que l'actual però el camp és d'un blau diferent, tampoc porta el nom de l'estat. |
| Bandera d'Oklahoma                | 1941–1988            | Oklahoma              | Mateix disseny que l'actual però el camp és blau cel. |
| Bandera d'Oklahoma                | 1988–2006            | Oklahoma              | Mateix disseny que l'actual però el camp és d'un blau més fosc. |
| Bandera d'Oregon                  | 1900–1925            | Oregon                | Camp blau marí amb el segell de l'estat al centre. |
| Bandera de Pennsylvania           | 1778-1909            | Pennsylvania          | Camp blau marí amb l'escut d'armes de l'estat envoltat de 34 estels daurats. |
| Bandera de Rhode Island           | 1877–1882            | Rhode Island          | Camp blanc amb l'escut de l'estat al centre envoltat de 38 estels blaus de cinc puntes. |
| Bandera de Rhode Island           | 1882–1897            | Rhode Island          | Disseny molt semblant a l'actual però el camp blau marí i l'àncora i els estels són grocs. Tampoc porta el lema "HOPE" sota l'àncora. |
| Bandera de Tennessee              | 1897–1905            | Tennessee             | Camp dividit diagonalment en tres franges vermella, blava i blanca. A la franja central hi ha el lema "THE VOLUNTEER STATE" en groc i a la blanca el nombre "16". |
| Bandera de Texas                  | 1839–1879            | Texas                 | Bandera de la República de Texas. Mateix disseny que l'actual però el to del blau és diferent. |
| Bandera de Utah                   | 1850-1903            | Utah                  | Camp quadrat de color blau marí amb l'escut del Territori de Utah al centre. |
| Bandera de Utah                   | 1904–1922            | Utah                  | Camp blau marí amb el segell de l'estat en blanc al centre. |
| Bandera de Utah                   | 1922–2011            | Utah                  | Mateix disseny que l'actual però amb variacions al segell. |
| Bandera de Vermont                | 1770-1804            | Vermont               | Camp verd amb el quarter blau que conté tretze estels blancs. Fou la bandera utilitzada pels Green Mountain Boys. |
| Bandera de Vermont                | 1804–1837            | Vermont               | Mateix disseny que la bandera nacional dels EUA, però amb 17 franges alternes vermelles i blanques i 17 estels al quarter. Sobre la primera franja vermella hi ha el nom de l'estat. |
| Bandera de Vermont                | 1837–1923            | Vermont               | Retorn al disseny de 13 franges de la bandera dels EUA, s'elimina el nom de l'estat i un gran estel de vuit puntes semblant a un sol substitueix el camp d'estels. |
| Bandera de Virgínia Occidental    | 1905–1907            | Virgínia Occidental   | Bandera no oficial utilitzada per l'Exposició Universal de Saint Louis de 1904. |
| Bandera de Virgínia Occidental    | 1907–1929            | Virgínia Occidental   | Camp blanc amb una bordura blau marí igual que el disseny anterior, però amb el segell de l'estat al centre. |
| Bandera de Washington             | 1923–1967            | Washington            | Mateix disseny que l'actual. |
| Bandera de Wisconsin              | 1866–1913            | Wisconsin             | Camp blau marí amb el segell de l'estat al centre. |
| Bandera de Wisconsin              | 1913–1981            | Wisconsin             | Mateix disseny que l'actual però sense el nom de l'estat ni la data. |
| Bandera del Districte de Colúmbia | 1917–1934            | Districte de Colúmbia | Bandera de la Milícia del Districte i més tard utilitzada per representar el Districte. Camp blau marí amb l'escut del cos. |
| Bandera del Districte de Colúmbia | 1934-1938            | Districte de Colúmbia | |

## Commemoratives
| Bandera                                 | Data | Ús                          | Descripció |
| --------------------------------------- | ---- | --------------------------- | --- |
| Bandera del Centenari d'Illinois        | 1818 | Centenari d'Illinois        | Tres franges horitzontals d'igual amplada de blanc, blau marí i blanc; amb 21 estels de cinc puntes al llarg de la vora del pal, deu de blaves a la franja blanca superior i deu a la inferior. La franja blava central carrega un gran estel blanc en representació d'Illinois. Dissenyada per Wallace Rice, que també va dissenyar la bandera de Chicago.                                               |
| Bandera del 150 aniversari d'Illinois   | 1968 | 150è aniversari d'Illinois  | Camp blau marí amb una gran lletra "I" blanca que conté el mapa d'Illinois en vermell i envoltada per un cercle de 20 estels blancs de cinc puntes i un altre estel més gran fora del cercle i tocant la vora superior dreta. Disseny de Jerry Warshaw. |
| Bandera del Bicentenari de Maine        | 2020 | Bicentenari de Maine        | Un arbre verd descentrat sobre un camp blau marí amb una estreta franja inferior blau cel. Al quarter superior esquerra un estel de cinc puntes sobre la inscripció "DIRIGO" en blanc. |
| Bandera del Bicentenari de Mississippi  | 2017 | Bicentenari de Mississippi  | Tres franges horitzontals de blau, blanc i vermell amb el gran segell de l'estat al centre. |
| Bandera del Tricentenari de Nova Jersey | 1964 | Tricentenari de Nova Jersey | Tres franges verticals de blau cel, blanc i carabassa. Al centre carrega un triangle formant la silueta d'un arbre i les dates 1664 i 1964. |
| Bandera del Centenari de Texas          | 1936 | Centenari de Texas          | Una franja vertical blanca al costat del pal de l'amplada d'un terç de la bandera que conté el segell de l'estat envoltat per les banderes dels Estats Units, Estats Confederats, Mèxic, Texas, estendard reial de França i de Castella i Lleó; amb el lema "TEXAS UNDER SIX FLAGS" i les dates "1836-1936". al vol dividit horitzontalment en quatre franges de colors blau marí, blanc, vermell i verd. |
| Bandera del 150è aniversari de Texas    | 1986 | 150è aniversari de Texas    | Camp blanc amb el logotip del 150è aniversari. |

## Militars
| Bandera                                  | Data | Ús                | Descripció |
| ---------------------------------------- | ---- | ----------------- | --- |
| Bandera de l'Exèrcit dels EUA            | 1956 | Exèrcit           | Camp blanc amb el segell del departament de l'Exèrcit en blau sobre una cinta vermella amb "UNITED STATES ARMY" i sota seu la data "1775". Proporcions 33:26.                                                       |
| Bandera de l'Exèrcit dels EUA            | 1939 | Cos de Marines    | Camp vermell amb una àliga, un globus terraqüi i una àncora al centre, sota seu una cinta blanca amb "UNITED STATES MARINE CORPS". Proporcions 31:26.                                                               |
| Bandera de la Marina dels EUA            | 1959 | Marina            | Camp blau marí amb el segell del departament de la Marina dins un cercle groc al centre, sota seu una cinta groga amb "UNITED STATES NAVY".                                                                         |
| Bandera de les Forces Aèries dels EUA    | 1951 | Forces Aèries     | Camp blau amb l'escut de les Forces Aèries envoltat de tretze estels blancs de cinc puntes. Proporcions 33:26. |
| Bandera de la Força Espacial dels EUA    | 2020 | Força Espacial    | Camp negre amb el segell de la Força Espacial al centre, sota seu les paraules "UNITED STATES SPACE FORCE" i la data en nombres romans "MMXIX". Oficialment, s'inclou un serrell de platí al voltant de la bandera. |
| Bandera de la Guàrdia Costanera dels EUA | 1964 | Guàrdia Costanera | Camp blanc amb el gran Segell dels Estats Units en blau al centre i envoltat per "UNITED STATES COAST GUARD" a dalt i el lema "SEMPER PARATUS" ("Sempre preparats") i la data "1790" a sota. Proporcions 5:4.       |

### Personals
| Bandera                                             | Data | Ús                             | Descripció |
| --------------------------------------------------- | ---- | ------------------------------ | --- |
| Bandera del Secretari de l'Exèrcit dels EUA         |      | Secretari de l'Exèrcit         | Camp vermell amb el gran Segell dels Estats Units al centre i quatre estels blancs de cinc puntes a cadascuna de les cantonades. |
| Bandera del Comandant del Cos de Marines dels EUA   |      | Comandant del Cos de Marines   | Camp vermell amb l'escut del cos de Marines al centre envoltat de quatre estels blancs de cinc puntes formant una creu.          |
| Bandera del Secretari de la Marina dels EUA         |      | Secretari de la Marina         | Camp blau marí amb una àncora al centre i entre quatre estels blancs de cinc puntes.                                             |
| Bandera del Secretari de les Forces Aèries dels EUA |      | Secretari de les Forces Aèries | Camp blau marí amb l'escut de les Forces Aèries al centre i quatre estels blancs de cinc puntes a cadascuna de les cantonades.   |

## Organitzacions polítiques
| Bandera                                   | Data          | Ús                            | Descripció |
| ----------------------------------------- | ------------- | ----------------------------- | --- |
| Logotip del Partit Demòcrata dels EUA     | 1828-avui dia | Partit Demòcrata              | Silueta d'un ase en blau, carregant al llom quatre estels blancs de cinc puntes.                                               |
| Logotip del Partit Republicà dels EUA     | 1854-avui dia | Partit Republicà              | Silueta d'un elefant en vermell, carregant tres estels blanc de cinc puntes.                                                   |
| Logotip del Partit Llibertari dels EUA    | 1854-avui dia | Partit Llibertari             | Silueta d'un eriçó en groc, carregant tres estels blanc de cinc puntes.                                                        |
|                                           | 1972-avui dia | Socialdemòcrates              | Silueta d'una ma en negra agafant una torxa vermella i les inicials del partit "SDUSA", tot sobre camp blanc.                  |
|                                           | 1999-avui dia | Partit Verd de D.C.           | Dues franges estretes sota tres estels de cinc puntes sobre un fons blanc, tot recordant la bandera del Districte de Colúmbia. |
| Logotip del Partit Verd dels Estats Units | 2001-avui dia | Partit Verd dels Estats Units | Camp blanc amb el logotip del partit.                                                                                          |

### Històriques
| Bandera                                 | Data      | Ús                                 | Descripció                                                             |
| --------------------------------------- | --------- | ---------------------------------- | ---------------------------------------------------------------------- |
|                                         | 1898-1901 | Social Democratic Party of America | Camp vermell amb el nom del partit "SOCIAL DEMOCRATIC PARTY" en blanc. |
| Logotip del Partit Socialista d'Amèrica | 1901-1972 | Partit Socialista d'Amèrica        | Camp blanc amb l'emblema al centre.                                    |
|                                         | 1966-1982 | Partit Pantera Negra               | Camp blanc amb una pantera en negra.                                   |
|                                         | 1968-1980 | White Panther Party                | Camp negre amb una pantera en blanc.                                   |

## Amerindis dels Estats Units

### Entitats tribals reconegudes pel govern federal

#### Alabama
| Bandera | Data | Ús                         | Descripció                           |
| ------- | ---- | -------------------------- | ------------------------------------ |
|         | 1985 | Banda Poarch d'indis creek | Camp verd amb l'emblema de la banda. |

#### Alaska
| Bandera              | Data | Ús                                                   | Descripció                                                                                    |
| -------------------- | ---- | ---------------------------------------------------- | --------------------------------------------------------------------------------------------- |
|                      |      | Yupiit d'Andreafski                                  | Camp blanc amb el nom de la banda al centre.                                                  |
|                      |      | Klukwan                                              |                                                                                               |
|                      |      | Corporació índia Ketchikan                           |                                                                                               |
| Bandera de Ninilchik |      | Ninilchik                                            | Camp dividit verticalment de vermell i verd amb un pentagon groc emplenat de blanc al centre. |
|                      |      | Consell central de les tribus índies Tlingit i Haida | Camp blanc amb l'emblema i el nom del consell.                                                |

#### Arizona
| Bandera                                       | Data | Ús                                       | Descripció |
| --------------------------------------------- | ---- | ---------------------------------------- | --- |
|                                               |      | Comunitat índia Ak-Chin                  | Camp blanc amb l'emblema al centre. |
|                                               |      | Tribu Cocopa                             | Camp blanc amb l'emblema al centre. |
| Bandera de les Tribus índies del Riu Colorado |      | Tribus índies del Riu Colorado           | |
|                                               |      | Comunitat índia Gila River               | |
|                                               |      | Tribu Hopi d'Arizona                     | Tricolor vertical de turquesa, blanc i groc, amb el símbol Hopi al centre de la franja blanca. |
|                                               | 1968 | Nació Navajo (també a Nou Mèxic i Utah)  | Camp de color blat (o blanc navajo, marró pàl·lid, bronzejat o coure, les fonts són diferents), quatre muntanyes sagrades de quatre colors diferents (negre, blanc, turquesa i groc) envolten l'element central, la silueta del mapa de la Nació Navajo amb una rodella blanca que inclou els elements del segell tribal Navajo. Tots els diferents elements queden sota un arc de sant Martí de colors blau, groc i vermell. |
| Bandera de la Tribu Pascua Yaqui              |      | Tribu Pascua Yaqui                       | Tres franges verticals blava, blanca i vermella amb un estel groc de cinc puntes a cada cantonada i al centre una creu llatina negre entre una mitja lluna i un sol grocs. |
|                                               |      | Comunitat índia Pima-Maricopa Salt River | Camp blau amb una rodella groga al centre que inclou l'emblema de la comunitat. |
|                                               |      | Reserva índia de San Carlos              | |
|                                               |      | Tribu de Paiute del Sud de San Juan      | Camp blanc amb l'emblema en negre al centre. |
|                                               |      | Nació Tohono O'odham                     | Camp dividit horitzontalment de groc i violeta amb l'emblema i el nom al centre. |
|                                               |      | Tonto apatxe                             | Camp blanc amb l'emblema al centre. |
|                                               |      | Nació Yavapai-Apatxe                     | Camp blanc amb una bordura de colors vermell, verd, groc i negre amb l'emblema al centre. |
|                                               |      | Tribu Yavapai-Prescott                   | camp blau amb l'emblema al centre. |

#### Califòrnia
| Bandera                                       | Data | Ús                                                                           | Descripció                                                                   |
| --------------------------------------------- | ---- | ---------------------------------------------------------------------------- | ---------------------------------------------------------------------------- |
|                                               |      | Banda Poarch d'indis creek                                                   | Camp blanc amb l'emblema de la banda.                                        |
|                                               |      | Banda cahuilla Augustine                                                     | Camp blanc amb l'emblema de la banda.                                        |
|                                               |      | tribu índia cahto de la ranxeria Laytonville                                 | Camp vermell amb l'emblema de la tribu en negre i el nom en blanc al centre. |
|                                               | 1932 | Barona Group of Capitan Grande Band of Mission Indians                       | Camp blanc amb l'emblema de la banda.                                        |
| Bandera de                                    |      | Viejas Group of Capitan Grande Band of Mission Indians                       | Camp groc amb l'emblema i el nom de la banda al centre.                      |
|                                               |      | Chemehuevi Indian Tribe of the Chemehuevi Reservation                        | Camp blanc amb l'emblema de la tribu.                                        |
| Bandera de les Tribus índies del Riu Colorado |      | Tribus índies del Riu Colorado                                               |                                                                              |
|                                               |      | Reserva Coyote Valley                                                        | Camp blanc amb l'emblema de la reserva.                                      |
|                                               |      | Inaja Band of Diegueño Mission Indians of the Inaja and Cosmit Reservation   | Camp blanc amb l'emblema de la banda.                                        |
|                                               |      | Tribu Karuk                                                                  |                                                                              |
|                                               |      | La Jolla Band of Luiseño Indians                                             | Camp blau amb l'emblema i el nom de la banda.                                |
|                                               |      | La Posta Band of Diegueño Mission Indians of the La Posta Indian Reservation | Camp verd amb l'emblema de la banda.                                         |
|                                               |      | Mesa Grande Band of Diegueño Mission Indians of the Mesa Grande Reservation  | Camp blanc amb l'emblema de la banda.                                        |
|                                               |      | Pala Band of Luiseño Mission Indians of the Pala Reservation                 | Camp blanc amb l'emblema el nom de la banda en verd.                         |
|                                               |      | Banda Pauma d'indis luiseños                                                 | Camp verd amb l'emblema de la banda.                                         |
| Bandera de Ranxeria Robinson                  |      | Ranxeria Robinson                                                            |                                                                              |
|                                               |      | Soboba Band of Luiseño Indians                                               | Camp blanc amb l'emblema i el nom de la banda.                               |
|                                               |      | Comunitat índia United Auburn                                                | Camp vermell amb l'emblema i el nom de la comunitat en negre.                |
|                                               |      | Tribu Washo de Nevada i Califòrnia                                           | Camp blau amb l'emblema de la tribu.                                         |

#### Carolina del Nord
| Bandera | Data | Ús                                 | Descripció                                  |
| ------- | ---- | ---------------------------------- | ------------------------------------------- |
|         |      | Banda oriental dels indis Cherokee | Camp groc amb l'emblema i el nom al centre. |

#### Colorado
| Bandera | Data | Ús                         | Descripció                                          |
| ------- | ---- | -------------------------- | --------------------------------------------------- |
|         |      | Reserva índia Southern Ute | Camp blau cel amb l'emblema i el nom de la reserva. |

#### Connecticut
| Bandera | Data | Ús                        | Descripció                                                                     |
| ------- | ---- | ------------------------- | ------------------------------------------------------------------------------ |
|         |      | Tribu Mashantucket Pequot | Camp blanc cel amb l'emblema de la tribu.                                      |
|         |      | Tribu Mohegan             | Camp blanc amb una bordura blava i l'emblema i el nom de la reserva al centre. |

#### Dakota del Nord
| Bandera | Data | Ús                                          | Descripció                                                       |
| ------- | ---- | ------------------------------------------- | ---------------------------------------------------------------- |
|         |      | Tribu Spirit Lake                           | Camp blau cel amb l'emblema al centre envoltat per quatre tipis. |
|         |      | Reserva índia de Fort Berthold              | Camp blanc amb l'emblema i el nom al centre.                     |
|         |      | Banda Turtle Mountain Band d'indis Chippewa | Camp blanc amb l'emblema i el nom al centre.                     |

#### Dakota del Sud
| Bandera                    | Data | Ús                                             | Descripció |
| -------------------------- | ---- | ---------------------------------------------- | --- |
|                            |      | Reserva índia de Cheyenne River                | Camp blanc amb l'emblema i el nom al centre. |
|                            |      | Reserva Crow Creek                             | Camp blanc amb l'emblema i el nom al centre. |
|                            |      | tribu i reserva índia Lower Brulé              | Camp blanc amb l'emblema i el nom al centre. |
| Bandera dels Oglala lakota |      | Reserva índia de Pine Ridge dels Oglala lakota | Camp vermell amb un cercle de vuit tipis blancs, la part superior apuntant cap a fora, en representació dels vuit districtes de la reserva: Porcupine, Wakpammi, Medicine Root, Pass Creek, Eagle Nest, White Clay, LaCreek i Wounded Knee. |
|                            |      | Reserva índia de Rosebud                       | Camp blanc amb l'emblema i el nom al centre. |
|                            |      | Tribu Sioux Yankton                            | Camp vermell amb l'emblema i el nom al centre. |

#### Florida
| Bandera | Data | Ús                                  | Descripció |
| ------- | ---- | ----------------------------------- | --- |
|         |      | Tribu Miccosukee d'indis de Florida | Camp dividit en quatre franges horitzontals blanca, negre, vermella i groga, al centre carrega la silueta de l'estat de florida dins un cercle i dues garlandes. |
|         |      | Tribu Seminola de Florida           | Camp dividit en quatre franges horitzontals blanca, negre, vermella i groga, al centre carrega l'emblema de la tribu.                                            |

#### Idaho
| Bandera | Data | Ús         | Descripció                              |
| ------- | ---- | ---------- | --------------------------------------- |
|         |      | Nez percés | Camp vermell amb l'emblema de la tribu. |

#### Iowa
| Bandera                          | Data | Ús                             | Descripció                                                      |
| -------------------------------- | ---- | ------------------------------ | --------------------------------------------------------------- |
| Bandera de les tribus Fox i sauk |      | Fox i sauk                     | Camp dividit horitzontalment en dues meitats de verd i vermell. |
|                                  |      | Tribu Omaha de Nebraska i Iowa | Camp gris amb l'emblema al centre i el nom de la tribu.         |

#### Kansas
| Bandera | Data | Ús                                                              | Descripció                                                                             |
| ------- | ---- | --------------------------------------------------------------- | -------------------------------------------------------------------------------------- |
|         |      | Tribu Iowa de Kansas i Nebraska                                 | Camp blanc amb un pal canadenc de verd amb l'emblema de la tribu al centre.            |
|         |      | Kickapoo Tribe of Indians of the Kickapoo Reservation in Kansas | Camp blau amb l'emblema de la tribu al centre.                                         |
|         |      | Nació Sac i Fox de Missouri a Kansas i Nebraska                 | Camp dividit verticalment en dues meitats de groc i carabassa amb l'emblema al centre. |

#### Louisiana
| Bandera | Data | Ús                           | Descripció                                               |
| ------- | ---- | ---------------------------- | -------------------------------------------------------- |
|         |      | Tribu Chitimacha             | Camp blanc amb l'emblema i el nom de la tribu al centre. |
|         |      | Tribu Coushatta de Louisiana | Camp blanc amb l'emblema de la tribu al centre.          |
|         |      | Tribu Tunica-Biloxi          | Camp blanc amb el nom i l'emblema de la tribu.           |

#### Maine
| Bandera | Data | Ús                            | Descripció                                                             |
| ------- | ---- | ----------------------------- | ---------------------------------------------------------------------- |
|         |      | Aroostook Band d'indis Micmac |                                                                        |
|         |      | Nació índia Penobscots        | Camp blanc amb l'emblema de la tribu al centre.                        |
|         |      | Tribu índia Passamakoddys     | Camp blanc amb una bordura vermella i l'emblema de la tribu al centre. |

#### Massachusetts
| Bandera | Data | Ús                            | Descripció                                          |
| ------- | ---- | ----------------------------- | --------------------------------------------------- |
|         |      | Tribu Wampanoag de Gay Head   |                                                     |
|         |      | Federació Pokanoket-Wampanoag | Camp blanc amb l'emblema de la federació al centre. |

#### Michigan
| Bandera                                    | Data | Ús                                                 | Descripció                                                                               |
| ------------------------------------------ | ---- | -------------------------------------------------- | ---------------------------------------------------------------------------------------- |
|                                            |      | Comunitat índia Bay Mills                          |                                                                                          |
|                                            |      | Grand Traverse Band of Ottawa and Chippewa Indians | Camp groc amb l'emblema i el nom de la banda al centre.                                  |
|                                            |      | Nottawaseppi Huron Band of Potawatomi              | Camp blanc amb l'emblema de la banda al centre.                                          |
|                                            |      | Reserva índia L'Anse                               |                                                                                          |
|                                            |      | Lac Vieux Desert Band of Lake Superior Chippewa    | Camp blanc amb l'emblema i el nom de la banda al centre.                                 |
|                                            |      | Banda Little River d'indis Ottawa                  | Camp dividit en quarters de colors blanc, groc, negre i vermell amb l'emblema al centre. |
|                                            |      | Banda Little Traverse Bay d'indis Odawa            | Camp groc amb l'emblema al centre.                                                       |
| Bandera de la Tribu Coushatta de Louisiana |      | Banda Pokagon d'indis Potawatomi                   | Camp groc amb l'emblema al centre.                                                       |
|                                            |      | Nació tribal Saginaw Chippewa                      | Camp dividit en sautor de blanc, groc, vermell i negre amb l'emblema al centre.          |
|                                            |      | Chippewa de Sault Sainte Marie                     | Camp negre amb l'emblema al centre.                                                      |

#### Minnesota
| Bandera | Data | Ús                                   | Descripció                                                                           |
| ------- | ---- | ------------------------------------ | ------------------------------------------------------------------------------------ |
|         |      | Reserva índia Lower Sioux            | Camp blanc amb l'emblema al centre.                                                  |
|         |      | Chippewa de Minnesota                | Camp blanc amb l'emblema al centre.                                                  |
|         |      | Banda Bois Forte de Chippewa         | Camp dividit horitzontalment en dues meitats de gris i blau amb l'emblema al centre. |
|         |      | Reserva índia de Fond du Lac         | Camp blanc amb l'emblema al centre.                                                  |
|         |      | Reserva índia de Grand Portage       | Camp blanc amb l'emblema al centre.                                                  |
|         |      | Reserva índia de Leech Lake          | Camp blanc amb l'emblema al centre.                                                  |
|         |      | Reserva índia de Mille Lacs          | Camp blau amb l'emblema en blanc al centre.                                          |
|         |      | Comunitat Sioux Shakopee Mdewakanton | Camp blau amb l'emblema al centre.                                                   |
|         |      | Reserva índia Upper Sioux            | Camp verd amb l'emblema al centre.                                                   |
|         |      | Reserva índia de White Earth         | Camp blanc amb l'emblema al centre.                                                  |
|         |      | Reserva índia de Red Lake            | Camp blanc amb una bordura vermella i l'emblema al centre.                           |

#### Mississippi
| Bandera                                        | Data | Ús                               | Descripció                                                               |
| ---------------------------------------------- | ---- | -------------------------------- | ------------------------------------------------------------------------ |
| Bandera de la Banda Mississipi d'indis choctaw |      | Banda Mississipi d'indis choctaw | Tres franges verticals de blau, blanc i vermell amb l'emblema al centre. |

#### Montana
| Bandera                                          | Data | Ús                                 | Descripció                             |
| ------------------------------------------------ | ---- | ---------------------------------- | -------------------------------------- |
|                                                  |      | Nació Blackfeet                    | Camp blau cel amb l'emblema al centre. |
|                                                  |      | Crows                              | Camp blau cel amb l'emblema al centre. |
|                                                  |      | Reserva índia de Fort Belknap      | Camp verd cel amb l'emblema al centre. |
| Bandera de la Reserva índia de Northern Cheyenne |      | Reserva índia de Northern Cheyenne | Camp blau cel amb l'emblema al centre. |

#### Nebraska
| Bandera | Data | Ús                                              | Descripció                                                                                                  |
| ------- | ---- | ----------------------------------------------- | --- |
|         |      | Tribu Iowa de Kansas i Nebraska                 | Camp blanc amb un pal canadenc de verd amb l'emblema de la tribu al centre.                                 |
|         |      | Tribu Ponca de Nebraska                         | Camp blanc amb una bordura de quatre colors diferents, negre, vermell, groc i blanc, i l'emblema al centre. |
|         |      | Tribu Omaha de Nebraska i Iowa                  | Camp gris amb l'emblema al centre i el nom de la tribu.                                                     |
|         |      | Nació Sac i Fox de Missouri a Kansas i Nebraska | Camp dividit verticalment en dues meitats de groc i carabassa amb l'emblema al centre.                      |
|         |      | Tribu Winnebago de Nebraska                     | Camp blau amb l'emblema al centre.                                                                          |

#### Nevada
| Bandera | Data | Ús                                                                 | Descripció                                                  |
| ------- | ---- | ------------------------------------------------------------------ | ----------------------------------------------------------- |
|         |      | Tribu Las Vegas dels indis paiute de la Colònia índia de Las Vegas | Camp blanc amb l'emblema al centre.                         |
|         |      | Banda Moapa dels indis paiute                                      | Camp groc amb l'emblema al centre.                          |
|         |      | Colònia índia Reno-Sparks                                          | Camp blanc amb una bordura blau marí i l'emblema al centre. |
|         |      | Tribu Te-Moak de xoixons occidentals de Nevada                     | Camp color salmó pàl·lid amb l'emblema al centre.           |
|         |      | Tribu Washo de Nevada i Califòrnia                                 | Camp blau amb l'emblema de la tribu.                        |
|         |      | Tribu Paiute Yerington de la Colònia Yerington i Campbell Ranch    | Camp blanc amb l'emblema al centre.                         |

#### Nou Mèxic
| Bandera                  | Data | Ús                                    | Descripció |
| ------------------------ | ---- | ------------------------------------- | --- |
|                          |      | Tribu Apatxe Mescalero                | Camp groc amb l'emblema al centre. |
|                          | 1968 | Nació Navajo (també a Arizona i Utah) | Camp de color blat (o blanc navajo, marró pàl·lid, bronzejat o coure, les fonts són diferents), quatre muntanyes sagrades de quatre colors diferents (negre, blanc, turquesa i groc) envolten l'element central, la silueta del mapa de la Nació Navajo amb una rodella blanca que inclou els elements del segell tribal Navajo. Tots els diferents elements queden sota un arc de sant Martí de colors blau, groc i vermell. |
|                          |      | Acoma Pueblo                          | |
|                          |      | Cochiti Pueblo                        | Camp blanc amb l'emblema al centre. |
|                          |      | Isleta Pueblo                         | Camp blau marí amb l'emblema al centre. |
|                          |      | Laguna Pueblo                         | Camp ocre amb l'emblema al centre. |
|                          |      | Sandia Pueblo                         | Camp rosa amb l'emblema al centre. |
|                          |      | Pueblo Santa Clara                    | Camp blanc amb l'emblema en negre al centre. |
|                          |      | Tesuque Pueblo                        | Camp blanc amb l'emblema al centre. |
| Bandera de la Zia Pueblo |      | Zia Pueblo                            | Camp blanc amb una bordura negra i l'emblema i el nom al centre. |

#### Nova York
| Bandera                             | Data | Ús                           | Descripció |
| ----------------------------------- | ---- | ---------------------------- | --- |
| Bandera de la confederació iroquesa |      | Iroquesos                    | Camp porpra amb una sanefa de quatre quadrats blancs connectats i un pi blanc americà al centre. Representa les sis nacions iroqueses. |
|                                     |      | Nació Cayuga de Nova York    | Camp blanc amb l'emblema i el nom al centre.                                                                                           |
|                                     |      | Nació Oneida de Nova York    | Camp blanc amb l'emblema i el nom al centre.                                                                                           |
|                                     |      | Nació Onondaga               | Camp blanc amb l'emblema i el nom al centre.                                                                                           |
|                                     |      | Reserva Mohawk St. Regis     | Camp negre amb l'emblema i el nom al centre.                                                                                           |
|                                     |      | Nació Tuscarora de Nova York | Camp blanc amb l'emblema i el nom al centre.                                                                                           |

#### Oklahoma
| Bandera                      | Data | Ús                                        | Descripció |
| ---------------------------- | ---- | ----------------------------------------- | --- |
| Bandera de la                | 1936 | Arapaho                                   | Camp dividit en set franges horitzontals alternes de vermell, blanc i negre. al costat del pal un triangle blanc conté una rodella partida amb els tres colors.                                                                               |
| Bandera de la Nació Cherokee | 1978 | Cherokees                                 | Camp carabassa amb una bordura verda i negra i el Gran Segell de la Nació Cherokee al centre. El segell està envoltat per set estels grocs de set puntes que representen les set tribus cherokee, i un estel negre al l'extrem superior dret. |
|                              |      | Nació Potawatomi                          | Camp blau amb l'emblema i el nom al centre. |
|                              |      | Nació Chickasaw                           | Camp blau amb l'emblema al centre. |
| Bandera de la Nació Choctaw  |      | Nació Choctaws                            | Camp blau amb l'emblema al centre. |
|                              | 1991 | Nació Comanxe                             | Camp dividit verticalment, de blau a l'esquerra i vermell a la dreta, amb l'emblema en groc al centre. |
|                              |      | Tribu Delaware de l'oest d'Oklahoma       | Camp blau amb l'emblema i el nom al centre. |
|                              |      | Tribu d'indis Delaware                    | Camp blanc amb l'emblema i el nom al centre. |
|                              |      | Tribu Shawnee de l'Est d'Oklahoma         | Camp vermell amb l'emblema el nom al centre. |
|                              |      | Tribu Iowa d'Oklahoma                     | Camp vermell amb l'emblema al centre. |
|                              |      | Ciutat tribal Kialegee                    | Camp blau amb l'emblema al centre. |
|                              |      | Tribu Kickapoo d'Oklahoma                 | Camp color blat amb l'emblema en negre al centre. |
|                              |      | Nació Miami d'Oklahoma                    | Camp blanc amb l'emblema al centre. |
|                              |      | Tribu Modoc d'Oklahoma                    | Camp blau amb l'emblema al centre. |
|                              |      | Nació Muscogee                            | Camp blanc amb l'emblema al centre. |
| Bandera de la Nació Osage    |      | Nació Osage                               | Camp blau cel amb l'emblema al centre. |
|                              |      | Tribu Otoe-Missouria                      | Camp blanc amb l'emblema al centre. |
|                              |      | Tribu Ottawa                              | Camp blanc amb l'emblema al centre. |
|                              |      | Tribu Pawnee                              | Camp blau amb l'emblema al centre. |
|                              |      | Tribu Peoria                              | Camp blanc amb l'emblema al centre. |
|                              |      | Tribu Ponca d'Oklahoma                    | Camp groc amb l'emblema al centre. |
|                              |      | Tribu Quapaws                             | Camp dividit verticalment de negra i vermell amb l'emblema al centre. |
|                              |      | Tribu Fox i sauk d'Oklahoma               | Camp gris amb l'emblema al centre. |
|                              |      | Nació Seminola d'Oklahoma                 | Camp blanc amb l'emblema al centre. |
|                              |      | Tribu Seneca–Cayuga d'Oklahoma            | Camp blau amb l'emblema al centre. |
|                              |      | Tribu Shawnee d'Oklahoma                  | Camp blau amb l'emblema al centre. |
|                              |      | Ciutat tribal Thlopthlocco                | Camp vermell amb l'emblema al centre. |
|                              |      | Tribu Tonkawa                             | Camp blau amb l'emblema al centre. |
|                              |      | Banda Unida de Keetoowah d'indis Cherokee | Camp blanc amb l'emblema al centre. |
|                              |      | Tribu Wichita                             | Camp blau amb l'emblema i el nom al centre. |
|                              |      | Nació Wyandotte                           | Camp blanc amb l'emblema i el nom al centre. |

#### Oregon
| Bandera | Data | Ús                                                          | Descripció                                  |
| ------- | ---- | ----------------------------------------------------------- | ------------------------------------------- |
|         |      | Tribus Confederades de la Comunitat de Grand Ronde d'Oregon | Camp blanc amb l'emblema al centre.         |
|         |      | Tribus Confederades d'indis Coos, Lower Umpqua i Siuslaw    | Camp blau amb l'emblema i el nom al centre. |
|         |      | Banda Cow Creek de la tribu d'indis Umpqua                  | Camp blau amb l'emblema i el nom al centre. |

#### Rhode Island
| Bandera | Data | Ús                 | Descripció                          |
| ------- | ---- | ------------------ | ----------------------------------- |
|         |      | Tribu Narragansett | Camp blanc amb l'emblema al centre. |

#### Texas
| Bandera | Data | Ús                               | Descripció                                     |
| ------- | ---- | -------------------------------- | ---------------------------------------------- |
|         |      | Tribu Alabama-Coushatta de Texas | Camp vermell amb l'emblema i el nom al centre. |

#### Utah
| Bandera | Data | Ús                                         | Descripció |
| ------- | ---- | ------------------------------------------ | --- |
|         | 1968 | Nació Navajo (també a Arizona i Nou Mèxic) | Camp de color blat (o blanc navajo, marró pàl·lid, bronzejat o coure, les fonts són diferents), quatre muntanyes sagrades de quatre colors diferents (negre, blanc, turquesa i groc) envolten l'element central, la silueta del mapa de la Nació Navajo amb una rodella blanca que inclou els elements del segell tribal Navajo. Tots els diferents elements queden sota un arc de sant Martí de colors blau, groc i vermell. |
|         |      | Reserva índia Uintah i Ouray               | Camp blanc amb l'emblema i el nom al centre. |
|         |      | Tribu d'Indis Paiute de Utah               | |
|         |      | Reserva índia de Skull Valley              | Camp blanc amb l'emblema i el nom al centre. |

#### Virgínia
| Bandera | Data | Ús                 | Descripció                                  |
| ------- | ---- | ------------------ | ------------------------------------------- |
|         |      | Tribu Chickahominy | Camp beix amb l'emblema i el nom al centre. |

#### Washington
| Bandera | Data | Ús                                         | Descripció                                                                     |
| ------- | ---- | ------------------------------------------ | ------------------------------------------------------------------------------ |
|         |      | Tribus Confederades de la Reserva Chehalis | Camp verd amb l'emblema i el nom al centre.                                    |
|         |      | Tribu índia Cowlitz                        | Camp blanc amb l'emblema al centre.                                            |
|         |      | Snohomish                                  | Camp blau cel amb una bordura negra i l'emblema i nom al centre.               |
|         |      | Tribu Squaxin                              | Camp blanc amb l'emblema i el nom al centre.                                   |
|         |      | Comunitat índia Kalispel                   |                                                                                |
|         |      | Reserva índia Makah                        | Camp blanc amb l'emblema i el nom al centre.                                   |
|         |      | Nació Puyallup                             | Camp blanc amb l'emblema i el nom al centre.                                   |
|         |      | Tribu Quinault                             | Camp blanc amb l'emblema i el nom al centre.                                   |
|         |      | Tribu índia Upper Skagit                   | Camp vermell amb l'emblema en negre al centre.                                 |
|         |      | Tribu Suquamish                            | Camp dividit verticalment de negre i vermell amb l'emblema i el nom al centre. |
|         |      | Tribu Tulalip                              | Camp blanc amb l'emblema i el nom al centre.                                   |
|         |      | Comunitat tribal índia Swinomish           | Camp groc amb l'emblema i el nom al centre.                                    |
|         |      | Nació Lummi                                | Camp blanc amb l'emblema i el nom al centre.                                   |
|         |      | Tribu Muckleshoot                          | Camp de color celadont amb l'emblema i el nom al centre.                       |
|         |      | Reserva índia de Quileute                  | Camp beix amb l'emblema i el nom al centre.                                    |
|         |      | Reserva índia Sauk-Suiattle                | Camp blanc amb l'emblema i el nom al centre.                                   |
|         |      | Tribu Shoalwater Bay                       | Camp blanc amb l'emblema i el nom al centre.                                   |
|         |      | Banda Port Gamble dels indis Klallam       | Camp blanc amb l'emblema i el nom al centre.                                   |
|         |      | Tribu Lower Elwha Klallam                  | Camp blanc amb l'emblema i el nom al centre.                                   |

#### Wisconsin
| Bandera | Data | Ús                                                              | Descripció |
| ------- | ---- | --------------------------------------------------------------- | --- |
|         |      | Nació Ho-Chunk de Wisconsin                                     | Camp blanc amb l'emblema i el nom al centre.                                                                                            |
|         |      | Banda Lac Courte Oreilles dels indis Chippewa del Llac Superior | Camp blau amb l'emblema i el nom al centre.                                                                                             |
|         |      | Comunitat Sokaogon Chippewa                                     | Camp blanc amb l'emblema i el nom al centre.                                                                                            |
|         |      | Banda Lac du Flambeau del llac Superior Chippewa                | Camp blanc amb l'emblema i el nom al centre.                                                                                            |
|         |      | Banda Red Cliff del llac Superior Chippewa                      | Camp dividit horitzontalment en vuit franges alternes de vermell, blanc, negre i groc. Al quarter groc carrega els símbols de la banda. |
|         |      | St. Croix d'indis Chippewa de Wisconsin                         | Camp verd clar amb l'emblema i el nom al centre.                                                                                        |
|         |      | Tribu Menominee                                                 | Camp blanc amb l'emblema i el nom al centre.                                                                                            |
|         |      | Comunitat Potawatomi del Comtat de Forest                       | Camp beix amb l'emblema i el nom al centre.                                                                                             |
|         |      | Nació Oneida de Wisconsin                                       | Camp blanc amb l'emblema i el nom al centre.                                                                                            |

#### Wyoming
| Bandera                                | Data | Ús                       | Descripció |
| -------------------------------------- | ---- | ------------------------ | --- |
| Bandera de la Reserva índia Wind River |      | Reserva índia Wind River | Camp dividit en set franges horitzontals alternes de vermell, blanc i negre. al costat del pal un triangle blanc conté una rodella partida amb els tres colors. |
|                                        |      | Xoixons orientals        | Camp blanc amb l'emblema i el nom al centre. |

### Entitats tribals reconegudes per governs estatals
| Bandera                                 | Data | Ús                                                  | Descripció                                                         |
| --------------------------------------- | ---- | --------------------------------------------------- | ------------------------------------------------------------------ |
|                                         |      | Banda St. Francis-Sokoki (Vermont)                  | Camp verd amb l'emblema al centre.                                 |
|                                         |      | Tribu Natchitoches (Louisiana)                      | Camp vermell i negre amb l'emblema i el nom al centre.             |
|                                         |      | Nació Nipmuc (Massachusetts)                        | Camp blau amb l'emblema i el nom al centre.                        |
| Bandera de la Banda Hassanamisco Nipmuc |      | Banda Hassanamisco Nipmuc (Massachusetts)           | Camp blau cel amb l'emblema i el nom al centre.                    |
|                                         |      | Tribu Renape Powhatan (Nova Jersey)                 | Camp blanc amb l'emblema i el nom al centre.                       |
|                                         |      | Banda Mackinac d'indis Chippewa i Ottawa (Michigan) | Camp groc amb l'emblema i el nom al centre.                        |
| Bandera de la Nació United Houma        |      | Nació United Houma (Louisiana)                      | Camp vermell amb una bordura groga i l'emblema i el nom al centre. |

### Entitats tribals no reconegudes per cap govern
| Bandera                       | Data | Ús                                                  | Descripció |
| ----------------------------- | ---- | --------------------------------------------------- | --- |
| Bandera de la tribu Apalachee |      | Tribu Apalachee (Florida)                           | Camp blanc amb l'emblema i el nom al centre.                                                                                             |
|                               |      | Tribu Clatsop (Oregon i Washington)                 | Dues franges horitzontals de vermell i blau separades per la silueta d'una canoa i tres tripulant, al costat del pal un semicercle groc. |
|                               |      | Cowasuck Pennacook (Massachusetts)                  | Camp blanc amb l'emblema i el nom al centre.                                                                                             |
|                               |      | Nació Thunder Mountain Lenapé (Pennsylvania i Ohio) | Tres franges horitzontals de vermell, blanc i negra amb l'emblema i el nom al centre.                                                    |
|                               |      | Nació tribal Jatibonicu Taíno de Borikén            | Camp groc amb dues franges horitzontals estretes, vermella la superior i verda la inferior. Carrega l'emblema en negre al centre.        |
|                               |      | Nació Miami d'Indiana                               | Camp blanc amb l'emblema al centre. |

### Altres banderes
| Bandera                              | Data      | Ús                                                          | Descripció |
| ------------------------------------ | --------- | ----------------------------------------------------------- | --- |
| Bandera de la                        |           | Moviment Indi Americà                                       | Quatre franges verticals de negre, or, blanc i castany amb l'emblema al centre. |
| Bandera de la Mohawk Warrior Society |           | Mohawk Warrior Society                                      | Camp vermell amb un sol groc de dotze raigs que conté el bust d'un guerrer Kanien'kehá:ka (mohawk) |
| Bandera de la                        | 1799–1803 | Estat de Muskogee                                           | Camp vermell amb una creu blava fimbriada de blanc que arriba a les quatre vores. El quarter és blau també amb la figura humanitzada d'un sol groc. |
|                                      |           | Regiment Confederat Cherokee CS Cherokee Braves (històrica) | Tres franges horitzontals de vermell, blanc i vermell amb el quarter blau que conté un estel vermell de cinc puntes envoltat per altres quatre i tot envoltat per altres onze estels blancs. A la franja blanca porta el nom "CHEROKEE BRAVES" en vermell. |
| Bandera confederats seminola         |           | Confederats Seminola d'Oklahoma (històrica)                 | Camp vermell travessat per una franja diagonal blanca, al quarter de color verd carrega una mitja lluna blanca i un estel de cinc puntes vermell. |
| Bandera de la                        |           | Confederats americans Muskogee (Creek) (històrica)          | tres franges verticals vermella, blanca i vermella amb el quarter superior esquerra de verd que conté una mitja lluna blanca i un estel de cinc puntes vermell.                                                                                            |